# Kulebra and the Souls of Limbo
Kulebra and the Souls of Limbo é um jogo de aventura em 3D com estética de papercraft desenvolvido pelo estúdio independente Galla Games e publicado pela Fellow Traveller. Lançado em 16 de maio de 2025 para Microsoft Windows, Xbox Series X/S, Nintendo Switch, macOS, Linux, o jogo combina elementos clássicos de aventura com mecânicas modernas de exploração, quebra-cabeças e furtividade leve.

## Jogabilidade
Em Kulebra and the Souls of Limbo, o jogador controla Kulebra, uma cobra morta com um coração de ouro que desperta no Limbo, um lugar onde almas com arrependimentos profundos estão presas em um ciclo eterno de repetição diária. Com a orientação de uma misteriosa Velha Senhora, Kulebra embarca em uma jornada para descobrir seu propósito e ajudar outros residentes do Limbo a encontrar paz. 
O jogo enfatiza a interação com personagens únicos, cada um com suas próprias histórias e rotinas diárias. O ciclo de dia, tarde e noite influencia o comportamento dos personagens e eventos no mundo, sendo essencial para resolver quebra-cabeças e avançar na narrativa. Um caderno no jogo auxilia o jogador a acompanhar pistas e informações importantes. 

## Enredo
O jogo acompanha a jornada de Kulebra, uma cobra falecida que acorda no Limbo, um lugar místico onde almas que não conseguiram se libertar de seus arrependimentos estão presas em um ciclo eterno. Sem memória de sua vida anterior, Kulebra é guiado por uma misteriosa entidade conhecida como a Velha Senhora, que o encoraja a encontrar seu propósito e ajudar outros habitantes do Limbo.
Conforme Kulebra explora esse mundo peculiar, ele interage com almas que vivem rotinas repetitivas, cada uma lidando com emoções profundas como tristeza, raiva, medo e negação. Através de diálogos, observação de padrões e pequenas ações de gentileza, o protagonista aprende sobre suas histórias e contribui para que encontrem paz.
O ciclo temporal do Limbo — dividido em manhã, tarde e noite — influencia diretamente o comportamento dos personagens e a progressão dos eventos. Kulebra usa um caderno para registrar pistas e descobertas, com o objetivo de libertar as almas e entender o que o mantém preso nesse mundo.
Com um tom reflexivo e emotivo, o enredo do jogo explora temas como luto, perdão e redenção, tudo isso em um universo fantástico com estética inspirada na cultura latino-americana.

## Desenvolvimento
Galla Games é um estúdio fundado em Illinois nos Estados Unidos, pelos irmãos Paulo e Pavel Lara, que anteriormente desenvolveram pequenos jogos na República Dominicana. Kulebra and the Souls of Limbo é seu primeiro projeto de grande escala, resultado de anos de dedicação e aprendizado autodidata.

## Recepção
O jogo foi bem recebido pela crítica, destacando-se por sua direção de arte inspirada em Paper Mario e pela representação do pós-vida com influências latino-americanas. Embora alguns críticos tenham apontado que os quebra-cabeças são relativamente simples, o charme dos personagens e a profundidade emocional da história foram amplamente elogiados.